# Мужская сборная Исландии по водному поло
Мужская сборная Исландии по водному поло — национальная ватерпольная команда, представляющая Исландию на международной арене. Управляющей организацией является Ассоциация плавания Исландии (исл. Sundsamband Íslands - SSÍ).

## Результаты выступлений

### Олимпийские игры
| Год        | Место          | И              | В              | Н              | П              | ГЗ             | ГП             | +/-            |
| ---------- | -------------- | -------------- | -------------- | -------------- | -------------- | -------------- | -------------- | -------------- |
| 1900—1932  | не участвовали | не участвовали | не участвовали | не участвовали | не участвовали | не участвовали | не участвовали | не участвовали |
| 1936       | 15             | 3              | 0              | 0              | 3              | 1              | 24             | -23            |
| 1948—н. в. | не участвовали | не участвовали | не участвовали | не участвовали | не участвовали | не участвовали | не участвовали | не участвовали |